# Le Côté obscur du cœur
Pour plus de détails, voir Fiche technique et Distribution.
Le Côté obscur du cœur (El lado oscuro del corazón) est un film argentin réalisé par Eliseo Subiela, sorti en 1992.

## Synopsis
Oliverio, poète à Buenos Aires, cherche une femme qui sache voler. C'est peut-être le cas de Ana, une prostituée qu'il rencontre dans le cabaret Sefiní de Montevideo.

## Fiche technique
- Réalisation : Eliseo Subiela
- Scénario : Eliseo Subiela d'après des poèmes de Mario Benedetti, Juan Gelman et Oliverio Girondo
- Photographie : Hugo Colace
- Montage : Marcela Sáenz
- Musique : Osvaldo Montes, Fito Páez
- Durée : 127 minutes
- Dates de sortie : 
  - Argentine : 21 mai 1992
  - France : 29 avril 1998

## Distribution
- Darío Grandinetti : Oliverio
- Sandra Ballesteros : Ana
- Nacha Guevara : la Mort
- André Mélançon : Érik
- Mario Benedetti : le marin qui récite des poèmes en allemand